# True tears オリジナルサウンドトラック
『true tears オリジナルサウンドトラック』（トゥルー・ティアーズ オリジナルサウンドトラック）は、テレビアニメ『true tears』のサウンドトラックである。2008年2月27日にLantisから発売された。
テレビアニメ本編のBGMと挿入歌、TVサイズの主題歌が収録されている。CDジャケットには、石動乃絵、湯浅比呂美、安藤愛子が描かれている。音楽は菊地創（トラック14のみ安瀬聖）が担当している。

## 収録曲
1. リフレクティア（TV size） [1:36]
歌：eufonius
作詞：riya、作曲・編曲：菊地創
  - オープニングテーマ
2. 入射光に、右手をかざす [2:08]
3. そらはいつも流れて [2:12]
4. 無邪気さを背中に [2:33]
5. 硝子の中のニチジョウ [2:18]
6. 窓辺にもたれる少女（アコースティックギターver.） [2:01]
7. 舞い降りる記憶の影に [2:37]
8. 影 弾み 〜theme of noe〜 [2:20]
9. カガミ、君を映して [2:56]
10. SeLecT [2:04]
11. Speed/PoweR [2:04]
12. 息凍り、雪花舞う [2:33]
13. ギワク [1:54]
14. 熱気 〜麦端祭りのテーマ〜 [4:47]
15. アブラムシの唄 〜デモトラックver.〜 feat.riya（eufonius） [0:55]
歌：riya（eufonius）
作詞：岡田麿里、作曲・編曲：菊地創
  - 挿入歌
16. オレンジが落ちていく時 [1:59]
17. キミのセカイ [2:07]
18. 浮かぶ羽根に [1:59]
19. 一陣の風 [2:30]
20. 気付いた感情 [2:02]
21. 窓辺にもたれる少女（バイオリンver.） [2:03]
22. それは時として、突然に [1:55]
23. 路地をのぞくと [1:41]
24. little love [1:49]
25. 絡まない視線の先 [1:52]
26. うねり/ねじれ/揺らぎ [2:03]
27. 道化を演じる、道化 [2:01]
28. ココロ重ねて [2:21]
29. リフレクティア（オルゴールver.） [2:07]
30. 溢れ出る、気持ち [3:18]
31. 扉に手をかけたら [1:56]
32. 想いをおいてきて 〜Reflect Tier〜 [2:53]
33. セカイノナミダ（TV size） [1:35]
歌：結城アイラ
作詞：畑亜貴、作曲・編曲：末廣健一郎
  - エンディングテーマ